# Euphorbia forolensis
Euphorbia forolensis là một loài thực vật có hoa trong họ Đại kích. Loài này được L.E.Newton mô tả khoa học đầu tiên năm 1995.